# Estat de Djebel Drus
L'Estat de Jabal Drus o Estat del Mont Drus o Estat de la Muntanya Drusa (àrab: دولة جبل الدروز, Dawlat Jabal ad-Durūz; francès: État du Djebel Druze) va ser un estat autònom al mandat francès de Síria des de 1921 a 1936, dissenyat per a funcionar com un govern per la població local drusa sota supervisió francesa.

Bandera de l'estat de Souaida, després Djebel Drus

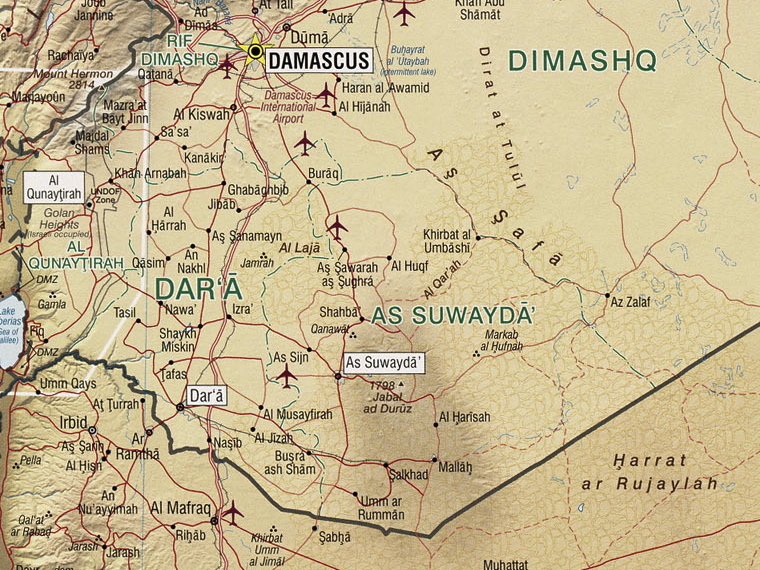
Mapa geogràfic de la muntanya Drusa.

## Nomenclatura
El 4 de març de 1922, va ser proclamat com l'Estat de Souaida, nom derivat de la població principal i capital as-Suwayda, afrancesat com Souaïda i romanitzat com Souaida o Suaida, però el 1927 es va passar a anomenar Jabal Druze o Mont Drus o Muntanya dels Drusos o Muntanyes Druses. El nom prové de les muntanyes Djebel al-Druze.

## Història

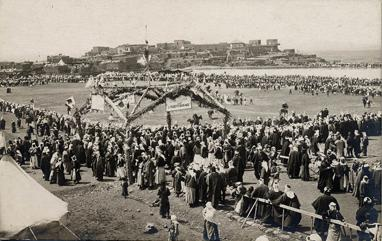
Drusos celebrant la seva independència l'any 1925.

L'estat de Souaida (nom oficial, però de fet fou conegut habitualment com l'Hauran o Hawran), de majoria drusa, es va constituir l'1 de maig de 1921, dins del territori assignat com a mandat aliats als francesos, igual com altres estats es van instal·lar en altres parts del mandat de Síria (el territoris dels alauites als sandjaks de Latakia i Tartus, el Gran Líban al Mont Líban i la Bekaa, i els estats d'Alep i Damasc a la Síria pròpia). Les Muntanyes Druses (Djebel al-Druze) era la llar de prop de 50.000 drusos. Va ser la primera i única entitat autònoma que ha existit que estava poblada i regida per drusos. El 1925 la revolució Siriana va començar a les Muntanyes Druses sota el lideratge de Sultan al-Atrash, i es va estendre ràpidament a Damasc i d'altres àrees no druses fora de la regió muntanyosa drusa. Les protestes contra la divisió del territori de Síria en diversos estats era el principal tema anti-colonial del nacionalisme de Síria tot i que els drusos combatien pels seus propis interessos; els nacionalistes abans de 1925 van guanyar políticament i van aconseguir reunir tot el mandat francès, però des de 1925 els estats es van reconstituir, excepte Líban (que va restar independent). El país fou rebatejat Djebel Druze el 1927 i el 14 de maig de 1930 fou dotat d'un estatut orgànic. Com a resultat de la pressió nacionalista, al arribar el Front Popular al poder a França es va signar el tractat Franco-Sirià de 1936 pel qual Djebel Druze i l'estat de Latakia (abans dels Alawites) deixaven d'existir com una entitat autònoma i s'incorporaven a Síria (el sandjak d'Alexandreta ja depenia de Síria però el 1938 es va fer independent i el 1939 es va unir a Turquia). L'estat es va reconstituir el 1939 i poc després va quedar sota el govern de Vichy i quan el 1941 va ser ocupat per tropes britàniques i de la França Lliure l'estat no fou abolit, i se li va reconèixer la independència però el 26 de gener de 1942 l'autoritat de la França Lliure va restablir l'estat al domini de Síria. Davant les fortes protestes dels drusos el govern sirià va garantir a aquests el 1944 els drets culturals i religiosos, però va descartar cap tipus d'autonomia política. Després de 1954 aquestes garanties foren suprimides i el 1965 els oficials drusos de l'exèrcit havien estat purgats.

## Població
| Distribució General de la població a l'Estat de Djebel Drus segons el cens francès de 1921-22 |           |             |
| Religió                                                                                       | Habitants | Percentatge |
| Sunnita                                                                                       | 700       | 1,4%        |
| Drusa                                                                                         | 43,000    | El 84,8%    |
| Cristiana                                                                                     | 7.000     | 13,8%       |
| Total                                                                                         | 50,700    | 100%        |

## Governants
- Amir Salim Pasha al-Atrash, 1 de maig de 1921 - 15 de setembre de 1923
  - Trenga (suplent) gener a juliol de 1923
- Trenga (interí) setembre de 1923 - 6 de març 1924
- Gabriel Marie Victor Carbillet, 6 de març de 1924 - 14 d'octubre de 1925 (interí fins 1 d'octubre de 1924)
- Raynaud (suplent) 28 de maig de 1925 - 11 de juliol de 1925
- Tommy Martin (interí), juliol de 1925 - octubre de 1925
  - Sultà Pasha al-Atrash (cap d'estat o cap de la rebel·lió), 18 de juliol de 1925 - 1 de juny de 1927),
- Charles Andréa (15 d'octubre, 1925-1927)
- Marie Joseph Joseph Agustí Enric, 1927
- Abel Jean Ernest Clément-Grancourt, 1927-1932
- Claude Gabriel Renaud Massiet, 3 de febrer de 1932 - 28 de gener de 1934
- Jistin Antoine Devicq, 1934-1935
- Pierre Joseph François Tarrit, 1935 - 2 de desembre de 1936

Prefectes sirians 1936-1939
- - 1936 - 1937 Nasib al-Bakri
  - 1937 - 1938 Bahig al-Hatib (interí)
  - 1938 - 1939 Hasan al-Atrash
- Paul Bouvier 1939-1941
- Raoul Charles Magrin-Vernerey "Monclar" 1941
- Fernand François Michel Oliva-Roget 1941-1943